# Калашникова Наталья Павловна
Калашникова Наталья Павловна (род. 26.10.1959 г. в п. Кировский Талдыкорганской области (ныне — Алматинская область) — известный общественный деятель Казахстана, доктор политических наук, доцент, академик Международной академии информатизации (2011 г.), автор более 250 научных трудов и публицистических статей.

## Биография

### Образование
В 1980 году окончила филологический факультет Талдыкорганского педагогического института им. И.Джансугурова по специальности «Русский язык и литература», в 2000 году — Московскую государственную академию профессиональной подготовки по специальности «юриспруденция».
В 2003 году защитила диссертацию «Государственная политика в области защиты прав детей в Казахстане» на соискание ученой степени кандидата политических наук, в 2008 году защитила диссертацию «Гражданское общество Республики Казахстан: политологический анализ молодёжной составляющей» на соискание ученой степени доктора политических наук по специальности «23.00.02 — Политические институты, этнополитическая конфликтология, национальные и политические процессы и технологии».

### Трудовая деятельность
Трудовую деятельность начала в Талдыкорганском педагогическом институте имени И.Джансугурова, в котором в 1980—1984 гг. проработала лаборантом, ассистентом, преподавателем кафедры педагогики, включая общественную работу — секретаря Комитета комсомола преподавателей и сотрудников института.
С 1984 по 1987 гг. работает ответственным секретарем, затем заместителем председателя Областного отделения Советского фонда мира.
С 1987 по 1988 гг. — заместитель начальника Областного управления культуры (г. Талдыкорган).
С 1988 по 1992 гг. — ведущий специалист ГлавПЭУ (главного планово-экономического управления облисполкома), советник, старший референт по социальным вопросам Талдыкорганского областного исполкома.
С 1992 по 1995 гг. работает в должности управляющего делами финансово-промышленной компании «Такор» (г. Талдыкорган).
С 1995 по 1998 гг. на альтернативной основе избрана депутатом городского Маслихата, где также проработала заведующей организационным отделом Маслихата (г. Талдыкорган).
С 1995 по 1997 гг. — ответственный организатор отдела организационной и кадровой работы, советник заместителя главы Талдыкорганской областной администрации.
В 1997 году работает в должности заместителя начальника Областного управления труда и социальной защиты населения (г. Талдыкорган).
С 1998 по 2005 гг. работает в Аппарате Мажилиса Парламента Республики Казахстан (консультант общего отдела, затем заведующий сектором Информационно-аналитического центра, заведующей сектором Секретариата Председателя Мажилиса Парламента Республики Казахстан), совмещая научную и преподавательскую деятельность (Евразийский национальный университет имени Л. Н. Гумилева, Университет имени Д. А. Кунаева).
С 2005 по 2008 гг. — заместитель директора Казахстанского филиала МГУ имени М. В. Ломоносова (г. Астана).
С 2008 по 2012 гг. — консультант, инспектор Секретариата Ассамблеи народа Казахстана Администрации Президента Республики Казахстан.
С 2012 по 2014 гг. — заведующая кафедрой «Политическая стратегия государства» Национальной школы государственной политики Академии государственного управления при Президенте Республики Казахстан; разработчик ряда обучающих модульных программ для тренингов и кейсов по вопросам политического управления, государственной и молодёжной политики, межэтнических отношений, в том числе для слушателей корпуса «А».
В 2014—2016 гг. распоряжением Президента РК назначена на политическую должность директора Республиканского государственного учреждения «Қоғамдық келісім» при Президенте Республики Казахстан.
В 2017 году возглавляет Службу маркетинга и менеджмента Национальной академической библиотеки Республики Казахстан (Астана), совмещая с должностью профессора кафедры социально-гуманитарных дисциплин в Казахстанском филиале МГУ имени М. В. Ломоносова и профессора кафедры политологии ЕНУ имени Л. Н. Гумилева.
12 сентября 2017 года назначена заместителем директора Института Евразийской интеграции, на данной должности работает до сентября 2018 года.
С сентября 2018 года — профессор кафедры политологии факультета журналистики и политологии ЕНУ имени Л. Н. Гумилева, профессор кафедры социально-гуманитарных дисциплин Казахстанского филиала МГУ имени М. В. Ломоносова.

## Награды
- 2008 — нагрудный знак «Почётный работник образования Республики Казахстан»;
- 2009 — Почётная грамота Президента РК;
- 2011 — юбилейная медаль «20 лет Независимости РК»; Почётная грамота КФ МГУ им. М. В. Ломоносова с вручением юбилейной медали — Ломоносов;
- 2012 — Благодарственное письмо Президента РК за активное участие в работе по организации выборов;
- 2013 — золотая медаль «Бiрлiк» Ассамблеи народа Казахстана;
- 2014 — Орден «Құрмет»;
- 2018 — юбилейная медаль «Астана-20 жыл»; зарубежная награда — золотая юбилейная медаль «20 лет Ассамблеи народов России».

Также награждена юбилейными медалями «20 лет Ассамблеи народа Казахстана», «20 лет Конституции Республики Казахстан»; «25 лет Независимости Республики Казахстан» (в соответствии с Указами Президента РК); «20 лет маслихатам Казахстана»; «550 лет Казахского ханства» и другими ведомственными наградами.

## Научная деятельность
Разработчик следующих учебных курсов для студентов, магистрантов и докторантов: «Современные технологии анализа и прогнозирования политических процессов», «Политический маркетинг», «Управление проектами», «Избирательные технологии» и др. Осуществляет научное руководство магистерскими и докторскими диссертациями. В течение последних 3-х лет в Казахстанском филиале МГУ имени М. В. Ломоносова читает авторские курсы: «Основы модернизации в Республике Казахстан», «Рухани жаңғыру в контексте модернизации национального сознания».
С 2004 по 2008 гг. — Ученый секретарь Диссертационного совета Д14.20.03 в Евразийском национальном университете имени Л. Н. Гумилева.
Является автором более 250 публикаций, в том числе нескольких монографий (единоличных и в соавторстве), учебных пособий и статей в международных журналах и материалах международных конференций и симпозиумов.

## Значимые труды
- Политическое измерение гражданского общества независимого Казахстана / Республика Казахстан: политическая модернизация (колл. монография). — Астана, 2008. — С.90-107.
- Ассамблея народа Казахстана и межкультурный диалог / Отв.ред. Е.Тугжанов, Е. Пивовар / Редколлегия: А. Власов, А. Ревский, И. Агакишиев, Н. Калашникова. — Москва: ОО «Ол Би Принт», 2009.
- Казахстанская модель межэтнической толерантности и общественного согласия Н.Назарбаева: электронная и печатная презентация (систематизированная и аналитическая версия) на 3-х языках. — Астана, 2009. (соавтор — Е. Л. Тугжанов).
- ОБСЕ — Казахстан: опыт межэтнического взаимодействия в странах-участниках. — Астана, 2010. — 143 с. (соавторы — Е. Л. Тугжанов, С. К. Калмыков) /для участников Саммита ОБСЕ в Астане/.
- Государственная этнополитика Казахстана: новые тренды: Метод. пособие на каз. и рус. яз. / Под общ. ред. Е. Л. Тугжанова. — Астана: Академия государственного управления при Президенте РК, 2011. — 204 с. (соавтор-составитель — Ж. Х. Джунусова) ISBN 978-601-287-061-9.
- Нұсұлтан Назарбаев: бейбітшілік және қоғамдық келісім идеясы: Кол. моногр. на каз., рус., анг. яз. / Соавторы: Е. Л. Тугжанов, А. А. Абдакимов, Н. П. Калашникова, С. В. Селиверстов, Н. Ж. Шаймерденова. — Астана: «Акарман-медиа», 2010. — 258 б. ISBN 978-601-7185-11-4.
- Қазақстанның мемлекеттік этносаясаты: жаңа үрдістер: Әдістемелік құралы / Жалпы ред. басқарған Е. Л. Тоғжанов. — Астана: Қазақстан Республикасы Президентінің жанындағы Мемлекеттік басқару академиясы, 2011. — 200 б. ISBN 978-601-287-061-9.
- Казахстанская Магнитка: Время. Люди. Судьбы. Статьи, очерки, интервью, воспоминания, документы / Под общ. ред. Е. Л. Тугжанова / Авторы проекта — Л.Шашкова, Н.Калашникова. - Алматы: ИД «Жибек жолы», 2012. — 336 с. ISBN 978-601-294-089-3.
- Императивы государственной политики Республики Казахстан. Аналитические материалы и методические рекомендации для государственных органов / Отв. ред. Н. П. Калашникова. — Астана, 2012. — 516 с. (на каз. и рус. яз.). ISBN 978-601-06-2064-3.
- Из истории депортаций. Казахстан 1930—1935 гг.: Сборник документов / Ред. коллегия: З. Айдарбеков, Л. Актаева, Н. Джагфаров, Г. Кан, Н. Калашникова, А. Капаева, В.Осипов, В. Шепель. — Алматы: «LEM», 2012. — 772 с.
- Депортация народов в Казахстан в 1930—1950 гг.: общность истории (интервью с пострадавшими от депортаций в 1930—1950 годы в Казахстан) / Под общ. ред. Б.Ракишевой. — Астана, 2013. — 683 с. ISBN 978-601-280-461-4.
- Астана — новый тренд образовательной интеграции в сфере государственной службы //Научный журнал «Евразия: аналитика и прогнозы». Тематический выпуск «Казахстанский опыт межэтнической и межконфессиональной толерантности для стран постсоветского пространства». — Москва. — 2013. — № 4. — С.23-27.
- Компетентностный подход в подготовке госслужащих корпуса «А»: международный опыт и перспективы внедрения новых форм // Государственное управление и государственная служба. Тема номера: «Стратегия „Казахстан-2050“ — новый политический курс». — Астана: АГУ при Президенте РК. — 2013. — № 1. — С.51-60.
- Из истории депортаций. Казахстан 1935—1939 гг..: Сб-к док-в / Ред. кол.: З. Айдарбеков, Л. Актаева, Н.Джагфаров, Г. Кан, Н. Калашникова, А. Капаева, Е. А. Кузнецов, Осипов, В. Шепель (отв.). — Алматы: «LEM», 2014. — 740 с. ISBN 978-601-239-341-5.
- Ассамблея народа Казахстана: летопись двух десятилетий: Моногр. на каз. и рус. яз. / Под общ. ред. Е. Л. Тугжанова / Авторский коллектив: Н. П. Калашникова, Г. В. Кан, В. С. Коробов, Н. У. Шаяхметов. — Астана, 2015. — 326 с. ISBN 978-601-7419-00-4.
- Дружба народов в годы Великой Отечественной войны: По страницам фронтовых газет: Сб. материалов на каз. и рус. яз. / Рук. проекта Е. Л. Тугжанов / Сост. Н. П. Калашникова, Г. В. Кан, Ж. К. Симтиков, М. К. Сембинов. — Алматы, 2015. — 308 с. ISBN 978-601-7540-25-8.
- Этносаяси сөздік / Этнополитический словарь/ Термины и понятия казахстанской политики и практики в сфере общественного согласия и межэтнической толерантности / Гл. ред. Е. Л. Тугжанов / Авторский коллектив: Е. Л. Тугжанов, Н. П. Калашникова, Г. К. Калмыков, В. А. Малиновский, Б. И. Ракишева, А. К. Садвокасова, Э. Д. Сулейменова, Ж. А. Жакупов, Н. Ж. Шаймерденова, Б. С. Капалбек, Г. Т. Тулегул. — Астана: Ш. Шаяхметов атындағы тілдерді дамытудың республикалық үйлестіру-әдістемелік орталығы, 2015. — 400 с.
- Национальный аналитический обзор, посвященный казахстанской модели общественного согласия и единства. По итогам 25-летия Независимости Республики Казахстан / Под ред. Е. Л. Тугжанова. — Астана: ТОО «Kerulen KZ», 2016. — 128 с. ISBN 978-601-287-202-6.
- Народ Казахстана: Энциклопедия: на каз. и рус. яз. / Гл.ред. Ж. Н. Тойбаева. — Алматы: «Казак энциклопедиясы», 2016. — 480 с. /в составе редакционной коллегии/ ISBN 978-601-7472-90-0
- Народ Казахстана: история и современность: Сборник текстовых приложений к Интерактивной научной исторической карте «Народ Казахстана» / Рук. проекта: З. Е. Кабульдинов, научные консультанты: Б. Г. Аяган, Н. П. Калашникова. — Алматы: Атамұра, 2017. — 300 с. ISBN 978-601-282-024-9.
- Модернизация общественного сознания и ценностных ориентиров социума: Гл. 5 — Стр.199-242 (в составе авторского коллектива) / Коллективная монография: «Социальная модернизация Казахстана» / Г. С. Ныгыметов, М. М. Шибутов, Р. К. Кадыржанов и др. / Под общ. ред. Е. Ж. Бабакумарова. — Астана: Институт Евразийской интеграции, 2017. — 368 с. ISBN 978-9965-31-911-2.
- Великие столицы — умные города: Сборник материалов межд. научной конф., посв. 20-летию Астаны — столицы Великой степи (27-28 июня 2018 года) / Под общ. ред. Н. П. Калашниковой. — Астана: Институт Евразийской интеграции, 2018. — 238 с. ISBN 978601-332-157-8.
- Тезаурус основных политических понятий, терминов и понятий современной практики: Учебно-метод. мат-лы по политологии для вузов / Под общ. ред. Н. П. Калашниковой. — Астана: ЕНУ им. Л. Н. Гумилева, 2018. — 92 с. ISBN 978-601-337-085-9.
- Казахстанская модель общественного согласия и общенационального единства Н. А. Назарбаева: история и перспективы модернизации / Сборник научных трудов «круглого стола»: «Институт президентства как основа государственности Республики Казахстан» / Под общ. ред. А. М. Рахимжанова. — Астана: Библиотека Первого Президента Республики Казахстан — Елбасы, 2018. — 138 с.
- Из истории депортаций. Казахстан. 1939—1945 гг.: Сборник документов / Под общ. редакцией Д. Ю. Абдукадыровой / Ред. коллегия: К. М. Абжанов, К. Ш. Алимгазинов (отв), Б. Г. Аяган, Б. О. Жангуттин, З. Е. Кабульдинов, Н. П. Калашникова, Г. В. Кан. — Алматы: Lem, 2019. — 708 с. ISBN 978-601-239-548-8.
- Евразийская экономическая интеграция: энциклопедический справочник. К 25-летию Евразийского проекта 1994—2019 / Коллектив составителей. — Нур-Султан: ЕНУ имени Л. Н. Гумилева, 2019. — 375 с. ISBN 978-601-337-126-6.
- Казахстанские контексты гражданского общества: форсайт и интеграционные возможности: Пленарный доклад / Материалы XII Международной научной конференции «Политическое проектирование в пространстве социальных коммуникаций», г. Москва, Российский государственный гуманитарный университет, 26 октября 2018 года. — М., 2018. — С. 223—234. ISBN 978-5-250-06150-6.
- Пленарный доклад «Роль этноволонтерства в сохранении национального кода» / Межд. научно-практ. конф. "Модернизация общественного сознания и сохранение национального кода в контексте «Мәңгілік Ел», организованная научно-исследовательской группой в рамках проекта грантового финансирования Комитета науки Министерства образования и науки РК на тему «Казахстанская модель общенационального согласия и единства Н.Назарбаева в контексте модернизации общественного сознания» (Астана, ЕНУ имени Л. Н. Гумилева, 12 декабря 2018 года). — Астана, 2018. — С. 31-39
- «Рухани жаңғыру» : перспективные тренды // Научный журнал Казахстан — Спектр. — 2018. — № 1(83). — С.18-36. ISSN 6318 (издание, рекомендованное ККСОН МОН РК).
- Большая Евразия: новые тренды гуманитарного сотрудничества / Сб. материалов Межд. научно-практ. конф. "От идеи — к реальности: к 25-летию евразийской инициативы Нурсултана Назарбаева (Нур-Султан, 11 апреля 2019 г.). — Нур-Султан, 2019. — С. 100—106. ISBN 978-601-7804-67-1.
- Доклад на тему «Этнополитика и политология: от дискурса к практике» / Конгресс политологов Казахстана, сомодератор секции «Региональные политические процессы в Казахстане», руководитель редакционной группы по выработке рекомендаций Конгресса политологов (Нур-Султан, 28-29 мая 2019 г.). — Нур-Султан, 2019.
- Чингиз Айтматов как символ духовного сближения и сотрудничества / «Чингиз Айтматов и современный мир»: Сборник материалов Международной конференции / Мос. гос. ун-т имени М. В. Ломоносова, Ин-т стран Азии и Африки / Отв. ред. д-р ист. наук, проф. Ж. С. Сыздыкова. — М.: ООО «4 Принт», 2019. — .184-189. ISBN 978-5-6042126-2-2

## Общественная деятельность
- Член Ассамблеи народа Казахстана
- Член Научно-экспертного совета Ассамблеи народа Казахстана[13][14][15]
- Член Национальной комиссии по реализации программы модернизации общественного сознания при Президенте Республики Казахстан[16].
- Член Общественной организации "Женский клуб «Астана-Байтерек».

## Семья
Отец — Неруш Павел Павлович (1917 г.р.) — участник боев под Халхин-Голом и Великой Отечественной войны, инвалид 2 группы. После ранения в 1942 году до 1981 года, в течение 39 лет, проработал на Талды-Курганском сахарном заводе имени С. М. Кирова начальником отдела снабжения, начальником ОРСА при заводе, заместителем директора; был членом партийного комитета. Дружил с героями труда Нурмолдой Алдабергеновым, Злихой Тамшибаевой и др.
Мать — Саколова Софья Яковлевна (1920 г.р.) воспитывала детей и ухаживала за супругом, прожившим всю жизнь с боевыми ранениями.
Братья — Неруш Виктор Павлович (1944 г.р.), Неруш Валерий Павлович (1946 г.р.), Неруш Сергей Павлович (1952 г.р.) — известные общественные деятели, внесшие большой вклад в развитие Казахстана:

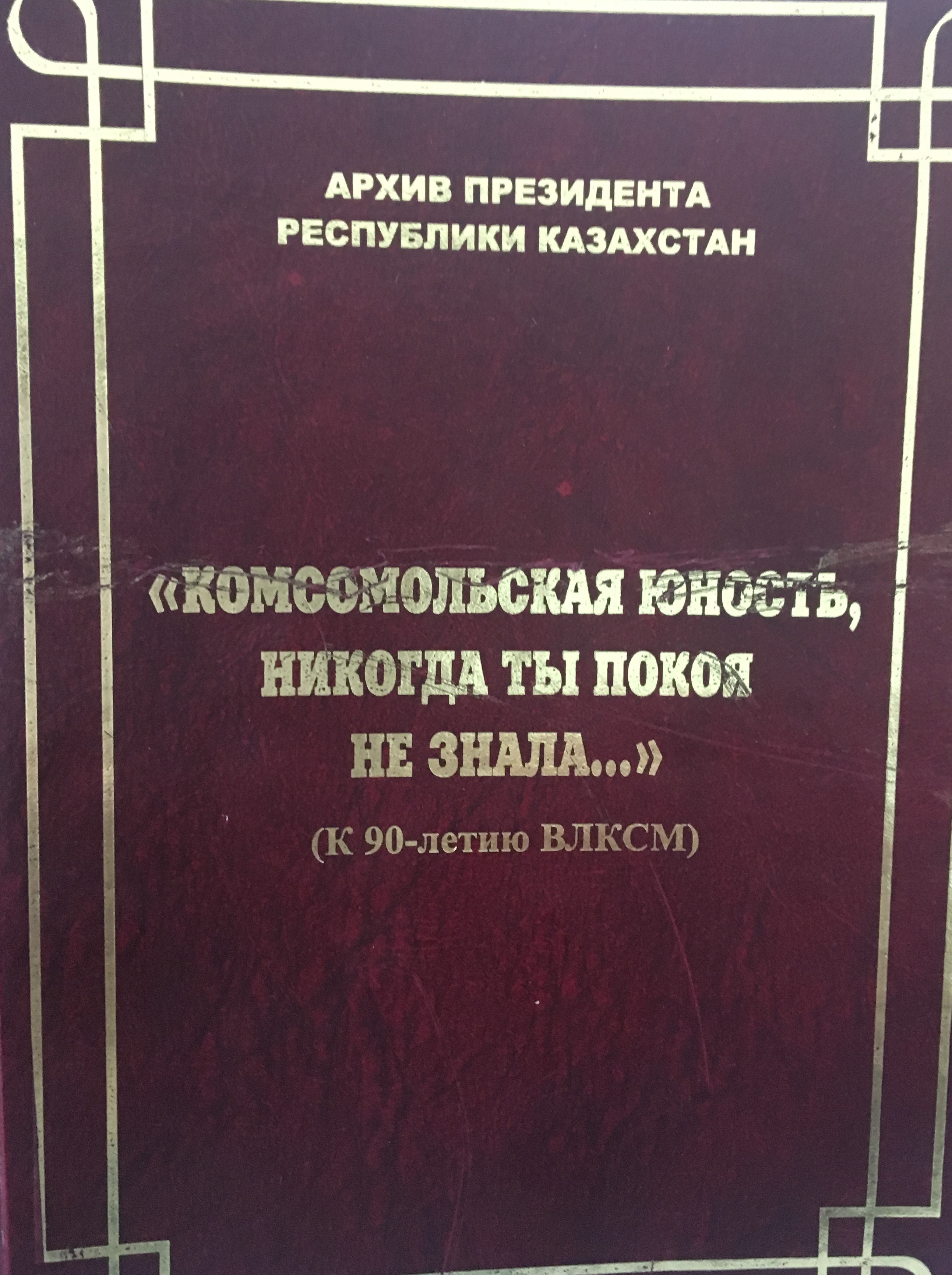
О жизни Неруша Виктора Павловича в книге «Комсомольская юность, никогда ты покоя не знала… (к 90-летию ВЛКСМ)»

— Неруш Виктор Павлович более тридцати лет работал на комсомольской, партийной, административной работе — 1-й секретарь Гвардейского райкома ЛКСМ; заместитель заведующего Отделом пропаганды ЦК ЛКСМ Казахстана; 2-й секретарь Талды-Курганского обкома комсомола; заместитель начальника областного управления Комитета по работе с несостоятельными должниками Минфина РК; генеральный директор финансово-промышленной компании «Такор», способствовал санации многих промышленных и сельхозпредприятий, привлечению инвестиций в регион. Награждён орденом «Знак Почета» и другими государственными наградами. Его жизненным кредо всегда оставалось: «Комсомол научил нас отдавать. Слабому — силу, оступившемуся — свое плечо, растерявшемуся — уверенность и бодрость духа»;
— Неруш Валерий Павлович в течение тридцати лет трудился на комсомольской, партийной работе на региональном и республиканском уровне; большая часть лет была посвящена развитию Комитета народного контроля Республики Казахстан (на региональном и республиканском уровне, заведующий Организационно-контрольным управлением Комитета народного контроля Республики Казахстан (Алматы));
— Неруш Сергей Павлович более 20 лет служил на оперативной работе в органах внутренних дел Республики Казахстан, был начальником управления по борьбе с организованной преступностью МВД РК, заместителем начальника УВД Кокчетавской области и др. Принимал непосредственное участие в раскрытии более ста опасных преступлений, признавался лучшим сотрудником уголовного розыска. Имеет награды: «Отличник милиции», медаль трех степеней «За безупречную службу в МВД» и др. Стоял у истоков создания в Казахстане «Ассоциации телохранителей», которую он вывел на международный уровень. Обладатель серебряного знака Международной Ассоциации телохранителей (с 1998 г.). Перед смертью в 2013 году, его сын — Неруш Вячеслав Сергеевич издал книгу отца «Неруш Сергей. Из жизни опера», которая передана в музей МВД Республики Казахстан и Российской Федерации. Книга широко используется в подготовке полицейских.
Дочь: Калашникова Анастасия Николаевна — кандидат медицинских наук, сертифицированный специалист в области лечебной диетологии; сын: Калашников Никита Николаевич — магистр юриспруденции, более пятнадцати лет служит в таможенных органах Казахстана.
Имеет пятерых внуков: Софья, Эльхан, Даниил, Елизавета, Виктория.